# Hypanartia lethe

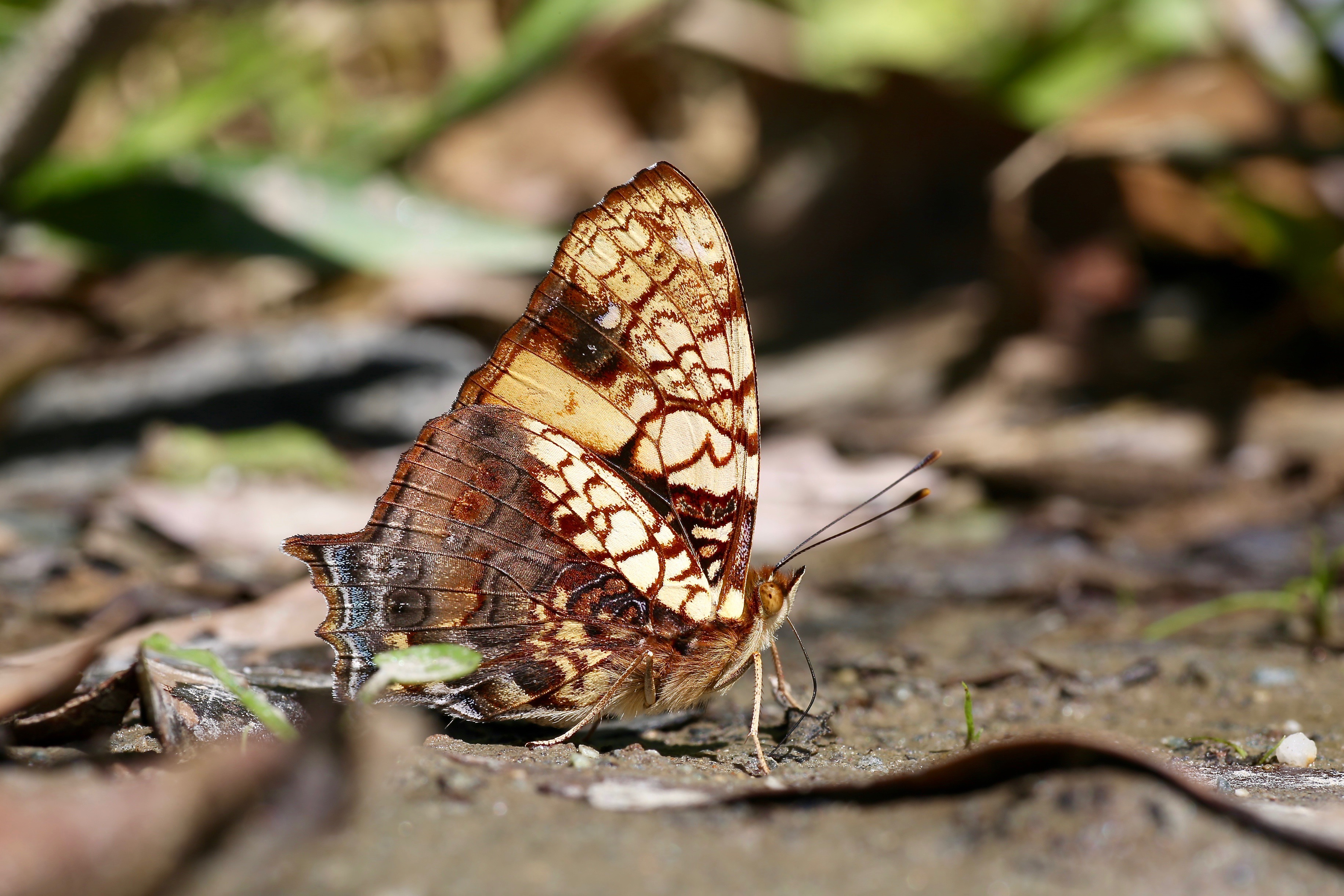
Flügelunterseite

Hypanartia lethe ist ein in Mittel- und Südamerika vorkommender Schmetterling (Tagfalter) aus der Familie der Edelfalter (Nymphalidae).

## Merkmale

### Falter
Die Flügelspannweite der Falter beträgt 40 bis 50 Millimeter. Ein Sexualdimorphismus liegt nicht vor. Bei beiden Geschlechtern ist die Flügeloberseitengrundfarbe orangefarben bis braun. Der Apexbereich der Vorderflügel ist schwarz und von einigen gelblichen, zuweilen auch weißlichen Flecken durchmischt. Die Diskalalregion ist gelblich gefärbt und schwarz angelegt. Am Saum der Hinterflügeloberseite erstreckt sich eine doppelte schwarze Linie. Die Hinterflügel sind mit kurzen, spitzen Schwänzchen versehen. Die abwechselnd gelben und braunen Flügelunterseiten zeigen ein netzartiges Muster aus mehreren dünnen schwarzen Querlinien und Streifen, das einer Straßenkarte ähnelt. Im englischen Sprachgebrauch wird die Art als Orange Mapwing (orangefarbiges Landkärtchen), Orange Admiral (Orangefarbiger Admiral) sowie zuweilen als Small Brown Shoemaker (Kleiner Brauner Schuhmacher) bezeichnet.

### Präimaginalstadien
Die weißen Eier werden einzeln auf den Blättern der Nahrungspflanze abgelegt. Junge Raupen sind zunächst schwarz gefärbt und mit kurzen Dornen versehen. Sie leben in einem gerollten Blatt, das mit Seide ausgekleidet ist. Die ausgewachsene Raupe ist cremefarben, zeigt einen orangefarbenen Kopf und verzweigte schwarze Dornen. Sie versteckt sich während der Fresspausen in einem zeltartig gefalteten Blatt, das mit Seide versponnen ist. Die Puppe ist als Stürzpuppe ausgebildet, hat eine grüne Farbe, am Hinterleib mehrere kegelartige Spitzen und zeigt am Kopf zwei kurze Hörner.

### Ähnliche Arten
Ähnliche Falter der Gattung Hypanartia, beispielsweise Hypanartia bella und Hypanartia godmanii unterscheiden sich durch unterschiedlich ausgebildete Linienzeichnungen auf der Flügelunterseite.

## Verbreitung und Lebensraum

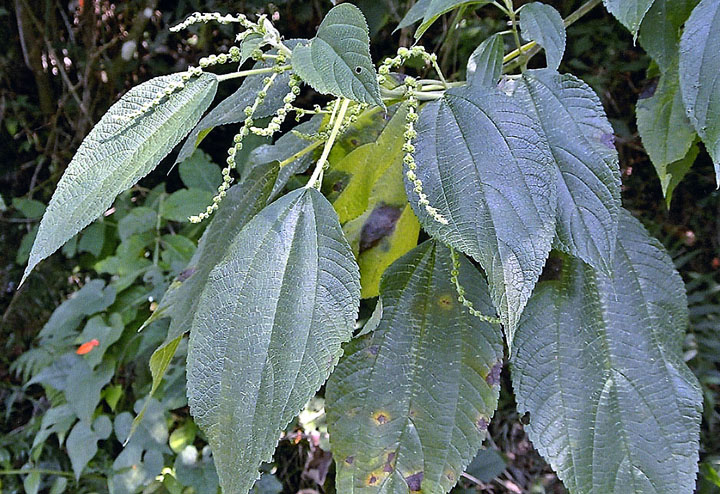
Boehmeria caudata, eine Nahrungspflanze der Raupen

Hypanartia lethe  kommt in Mexiko, Peru, Venezuela, Trinidad, Paraguay, Uruguay, Bolivien, im Süden Brasiliens sowie im Norden Argentiniens vor. Zuweilen wandern die Falter in den Norden bis nach Texas, pflanzen sich dort aber nicht fort. In Europa ist die Art nicht heimisch. Bei zwei Nachweisen aus Großbritannien ist davon auszugehen, dass die Tiere mit Importprodukten eingeschleppt wurden. Die Art besiedelt in erster Linie Wälder in Höhenlagen zwischen 300 und 1700 Metern.

## Lebensweise
Die Falter fliegen in mehreren Generationen das ganze Jahr hindurch, schwerpunktmäßig in den Monaten April sowie Juli bis Oktober. Sie besuchen gerne feuchte Erdstellen, Exkremente oder verrottende Früchte, um Flüssigkeit und Mineralstoffe aufzunehmen. Die Raupen ernähren sich von den Blättern der zur Pflanzenfamilie der  Brennnesselgewächse (Urticaceae) zählenden Boehmeria caudata. Als weitere Nahrungspflanzen werden genannt: Phenax-, Zürgelbaum- (Celtis) und Trema-Arten.